# Deposizione (Bouts)
La Deposizione è un dipinto a colla di glutine su lino, attribuito ad Dieric Bouts, uno dei primi pittori fiamminghi. Esso mostra una scena della sepoltura di Cristo biblica e fu probabilmente completato tra il 1440 e il 1455, come un pannello di un'ala di una grande pala d'altare polittico a cerniera. Si pensa che la pala ora perduta contenesse una scena della crocifissione centrale, affiancata da un pannello a quattro ali con opere a metà della sua altezza - due su entrambi i lati - raffiguranti scene della Vita di Cristo. I pannelli più piccoli sarebbero stati accoppiati in un formato simile all'Altare del Santissimo Sacramento di Bouts, 1464-1467. Il lavoro più grande è stato probabilmente commissionato per l'esportazione verso l'Italia, forse per un mecenate veneziano la cui identità è perduta. La deposizione fu registrata in un inventario di Milano a metà del XIX secolo ed è stato nella National Gallery di Londra dal momento del suo acquisto per conto della galleria da parte di Charles Lock Eastlake nel 1861.
Il dipinto è un austero ma commovente ritratto di sofferenza e dolore. Esso mostra quattro donne e tre uomini in lutto, piangenti sul corpo di Cristo. Essi sono, da sinistra a destra, Nicodemo, Maria Salome, Maria di Cleofa, Maria, la madre di Gesù, Giovanni Evangelista, Maria Maddalena e Giuseppe di Arimatea.
Si tratta di uno dei pochi dipinti del XV secolo sopravvissuti,  creati utilizzando la colla di glutine, un materiale estremamente fragile, di scarsa durata. La deposizione è relativamente in cattive condizioni, rispetto ai dipinti su tavola della stessa epoca. I suoi colori sono ora molto più opachi rispetto a quando fu dipinto; essi, però, sono sempre apparsi meno intensi e brillanti rispetto a quelli di dipinti ad olio o a tempera comparabili, presenti sul pannello. La pittura è coperta da strati accumulati di sporco grigio e non può essere pulita senza danneggiare la superficie e senza rimuovere anche grandi quantità di colore, in quanto la colla di glutine è solubile in acqua. Una striscia nella parte superiore è meno colpita rispetto al resto perché è stata protetta da una cornice.

## Dipinto

### Descrizione
La deposizione mostra il corpo di Cristo, avvolto in un velo bianco di lino, ancora con una corona di spine, mentre viene calato in una profonda tomba di pietra. È attorniato da sette persone in lutto vestite in abiti contemporanei. Tra il gruppo di dolenti in piedi al fianco di Cristo, le tre figure femminili sono mostrate con gli occhi bassi, mentre i due uomini guardano direttamente Cristo; questi sguardi fissi sono invertiti nella coppia in ginocchio ai suoi piedi. Lo sfondo contiene un ampio panorama con un sentiero tortuoso e un largo fiume, prima di una vista più distante di alberi e colline. Bouts è considerato un pittore di paesaggi innovativo, anche nei suoi ritratti in cui sono presenti come vedute distanti viste attraverso le finestre aperte. La veduta ne La deposizione è considerata una delle sue migliori, ed è composta, come di consueto, da lontane colline marroni e verdi, contro un cielo blu.

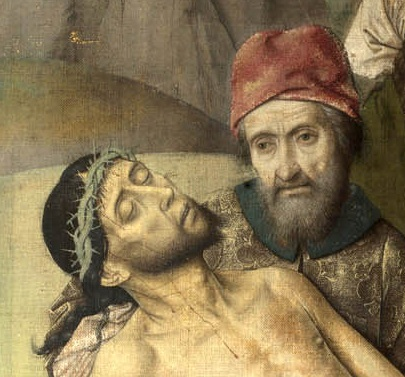
Dettaglio con Nicodemo che sostiene il corpo senza vita di Cristo. La perdita di pigmento è visibile nelle aree del copricapo di Nicodemo.

Il Fariseo Nicodemo sostiene Cristo mentre egli viene abbassato e può essere identificato dalla sua somiglianza con Simone il Fariseo in un'altra tela attribuita a Bouts, Cristo nella casa di Simone. La Vergine indossa un copricapo bianco e un vestito blu scuro con un manto giallastro e tiene il braccio di Cristo appena sopra il polso come se avesse paura di lasciar andare il figlio morto. Lei è sostenuta da Giovanni Evangelista, che indossa una veste rossa. Vestita con abiti verdi, Maria Salome si trova alla sinistra della Vergine e si asciuga le lacrime dal viso con un lembo del suo copricapo bianco. Maria di Cleofa è dietro di loro, tenendo un panno rosso sulla bocca, mentre la Maddalena è in primo piano ai piedi di Cristo, vestita con un mantello con molte pieghe. L'uomo in tabarro marrone-verde ai piedi di Cristo, è probabilmente Giuseppe d'Arimatea che, secondo il Vangelo, ha portato il corpo di Cristo verso il Golgota da Ponzio Pilato.

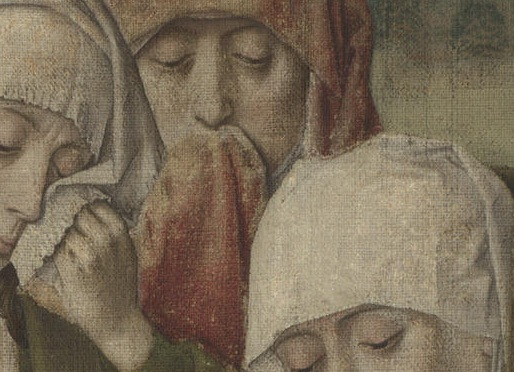
Particolare che mostra la testa di Maria Salome, Maria di Cleofa e la Vergine. La perdita di colore (nel panno rosso) e la pellicola di sporco (nell'angolo in alto a destra) sono chiaramente visibili.

La deposizione è dipinta su tela fitta da 20 a 22 fili verticali e tra 19 e 22 fili orizzontali per centimetro. Il panno è un filato Z (strettamente filato) striato, tessuto con lino forse combinato con cotone. Il supporto di stoffa è rivestito, insolitamente, con lino, simile, ma tessuto più finemente, montato sul telaio in legno. Prima che venisse applicato il colore, il lino è stato montato su una barella temporanea e delineato con un bordo marrone - ora visibile sul bordo inferiore - che è stato utilizzato come guida per ritagliare l'immagine prima di incorniciarla. L'incollaggio col glutine consiste nel creare una tempera mescolando i pigmenti in acqua e poi con una colla derivata dalla pelle degli animali bollita e altri tessuti come legante. I pigmenti sono stati applicati a un tessuto, trattato con la stessa colla di glutine, fissata a sua volta al telaio mediante colla. La pittura ha saturato il panno, lasciando spesso un'immagine sul retro, che è stato rivestito con un panno supplementare.
I pigmenti legati con la colla avevano una qualità ottica che li rendeva opachi all'apparenza e insolitamente vividi. A differenza dell'olio, che fa apparire il gesso traslucido, il gesso misto a colla è reso come totalmente bianco. Analogamente, i pigmenti più costosi assumono un'opacità brillante in un materiale colloso. I bianchi sono gesso in alcune zone, misto con biacca, in particolare nel mantello e nel velo della Maddalena, nel sudario di Cristo e nel velo della Vergine. L'artista ha utilizzato quattro pigmenti blu, un numero insolito per i dipinti del periodo, con prevalenza di indaco. Come pigmento di origine vegetale, l'indaco ha la tendenza a svanire nel tempo. L'azzurrite e il bianco-piombo delineano la base della pittura, mentre il paesaggio contiene indaco mescolato con piombo-stagno giallo. Il cielo e il collare di Nicodemo sono dipinti con azzurrite più leggera e meno intensa, mentre l'abito della Vergine è azzurrite mescolato con oltremare e smaltino, un pigmento blu di vetro smerigliato. La deposizione è una delle prime opere pittoriche occidentali di arte in cui l'uso di smalto potrebbe essere accertato e la sua presenza dimostra che il pigmento non è stato inventato nel corso del XVI secolo, come era stato precedentemente creduto.

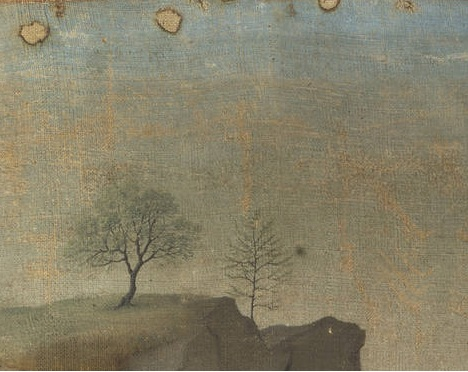
Particolare che mostra un lontano paesaggio collinare nell'angolo sinistro. I fori dei chiodi sono qui visibili nella linea dell'orrizzonte e si estendono lungo la parte superiore del dipinto. Si noti lo strato di sporco attraverso la parte di mezzo e la macchia nera alla destra del secondo albero.

I verdi sono per lo più verdigris, anche se quelli predominanti nel paesaggio sono per lo più miscele di pigmenti blu e giallo e il verde del tessuto indossato da Maria Salome è malachite mista con pigmento giallo. I marroni sono miscele di rossi e neri. La veste rossa di Giovanni è composta da cinabro e vermiglione a base di rubia e tintura di insetti. Alcuni dei rossi sono mescolati con i colori della terra, non suscettibili agli effetti della luce e sono così rimasti nel tempo fedeli al loro aspetto originario. I pigmenti neri sono generalmente di un fine carbone derivato dalla combustione di ossa di animali in un contenitore chiuso. I neri sono mescolati con il gesso in alcune zone, producendo un rosso brunastro di aspetto 'terroso'.
Il supporto di stoffa è visibile nelle zone in cui è stato applicato uno strato sottile della pittura. I fori dei chiodi arrugginiti possono essere visti nel bordo inferiore e nella parte superiore del quadro in una zona di cielo che era stato inizialmente coperto dalla cornice. Essi indicano che la lavorazione del legno era stata posizionata molto al di sotto di dove Bouts avesse inteso; generalmente le opere dipinte su commissione venivano sistemate da falegnami professionisti che lavoravano in modo indipendente dal pittore. La sistemazione bassa della cornice comunque ha protetto i colori sottostanti nel corso dei secoli dalla luce; essi si sono conservati come nella primissima stesura. Il pannello è stato originariamente fissato alla cornice da mollette e chiodi; i chiodi sarebbero stati utilizzati per fissare la tela al telaio di legno sottostante.

### Condizioni
La pittura su tela usando la colla di glutine come legante era all'epoca un'alternativa alla pittura a olio relativamente economica e un gran numero di opere furono prodotte nel XV secolo. La colla di glutine non satura i pigmenti tanto quanto l'olio, consentendo loro di mostrarsi coprenti e opachi, dando - in particolare con i rossi ed i blu - un aspetto intenso quando applicata al tessuto. La stoffa è fragile e deperisce facilmente e questo lavoro è uno dei meglio conservati dei pochi esempi superstiti della tecnica del periodo; la maggior parte ancora esistente oggi sono stati eseguiti su legno usando olio o tempera all'uovo. Tende o vetri venivano spesso utilizzati per proteggere le opere di colla di glutine.
I colori inizialmente dovrebbero essere apparsi luminosi e freschi, ma nel corso di cinque secoli e mezzo il dipinto ha acquisito strati di sporco grigio che oscurano il tono e rendono i colori deboli e pallidi. Normalmente questi strati di sporco potrebbero essere rimossi dai restauratori, ma data la natura delicata e fragile di un'opera dipinta in un mezzo solubile in acqua, è impossibile farlo senza rimuovere grandi quantità di pittura. I colori come appaiono oggi sono sbiaditi rispetto a quelli originali. Il manto della Vergine è ora marrone, ma dovrebbe essere stato dipinto in blu. Il tabarro di Giuseppe, una volta blu, appare ora come verde. Gli indaco originali del paesaggio sono persi, mentre l'azzurite nel collare di Nicodemo si è oscurata.
È possibile vedere il grado cui la tecnica ha permesso a Bouts di spingersi, secondo le parole della storica dell'arte Susan Jones, per "[raggiungere tale] sofisticazione ... per creare sia i piccoli dettagli lineari che le sottili transizioni tonali." Jones osserva che il cielo dovrebbe essere apparso con lo stesso azzurro chiaro e pallido che è ancora intatto in una stretta striscia lungo la parte superiore del lavoro, che è stata al riparo dalla luce e dallo sporco grazie alla cornice. Nella sua attuale condizione il paesaggio modificato sembra fare eco al dolore delle figure in lutto.
L'analisi ai raggi X mostra che ci furono alcuni disegni preparatori realizzati con il gesso, prima che venisse applicata la pittura. Questo è rimasto visibile in alcune zone, più evidente nel velo e nel manto della Vergine e nel sudario di Cristo. La fotografia a infrarossi rivela poco del disegno sottostante ma dimostra che la tela ha subito diverse modifiche prima che fosse completata; Maria Salome è stata riposizionata leggermente a sinistra, le dimensioni del braccio e della spalla di Nicodemo sono state ridotte e il volto della Maddalena è stato dipinto sopra il manto della Vergine.
Il tessuto su cui era dipinta l'opera era stato rivestito con un pezzo di lino più finemente tessuto e allungato, probabilmente dalla stessa persona che ha allungato e rivestito le altre opere identificate nella pala più grande. Fu posto sotto vetro, probabilmente nei primi anni del XIX secolo e certamente prima della sua acquisizione da parte della National Gallery (Eastlake ha notato che era sotto vetro nel 1858). Il pezzo fu evidentemente inviato arrotolato e senza cornice al suo patrono. Il bordo tinto di marrone lungo i quattro lati indica dove il telaio avrebbe dovuto essere posizionato quando sarebbe stato aggiunto al supporto finale. La fila di fori dei chiodi macchiati di ruggine che corrono lungo la parte superiore della tela è la prova che il telaio è stato poi posizionato all'interno del campo pittorico, in un punto molto più in basso di quanto Bouts avesse inteso. Questa incorniciatura bassa ha protetto una parte della tela dal deterioramento e ci permette di vedere alcuni dei colori come avrebbero dovuto originariamente apparire.

### Polittico

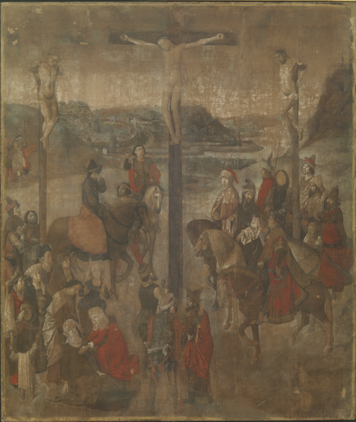
La Crocifissione di Bouts (prima del 1464). Nel 1988 Robert Koch propose che questo pannello rovinato ora a Bruxelles fosse il pezzo centrale delle scene perdute dalla Vita di Cristo nel polittico..

Charles Eastlake vide il lavoro nel 1858 e di nuovo nel 1860 durante le visite a Milano per l'acquisto di arte rinascimentale del Nord per conto della National Gallery. Vide anche tre lavori simili, ma gli fu detto che non erano in vendita. Le sue note descrivono ciascuna di queste altre opere, che intitolò: l'Annunciazione (ora nel J. Paul Getty Museum), l'Adorazione dei Magi (oggi in una collezione privata in Germania) e la Resurrezione, ora al Norton Simon Museum di Pasadena. Tali opere sono delle stesse dimensioni della Deposizione, hanno colorazione e pigmentazione simile e sono dipinte con la stessa tecnica della colla di glutine, ma non sono così ben conservate. È probabile che tutti siano state riallineati e tirati nello stesso momento dalla stessa restauratrice, il che indica che essi erano stati tenuti insieme fino a poco prima che La Deposizione fosse acquisita dalla National Gallery.

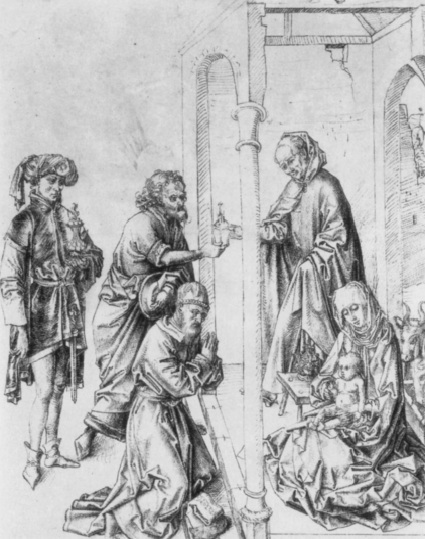
Copia a penna e inchiostro della Adorazione dei Magi (o "Re") di autore ignoto. Uffizi, Firenze.

Lo storico dell'arte Robert Koch fece delle osservazioni nel 1988 sulla corrispondenza della provenienza, il materiale, la tecnica, il tono e il colore delle quattro opere descritte da Eastlake. Egli propose l'ipotesi che fossero intesi come le ali di una pala polittica in cinque parti. In base al formato dell'Altare del Sacro Sacramento di Bouts 1464-1467, i cui quattro pannelli alari sono della stessa lunghezza de La deposizione, egli crede che la pala dovrebbe aver compreso un grande pannello centrale con quattro opere di metà della sua lunghezza e larghezza posizionate due a due ad ogni lato. La sua ricostruzione speculativa pone La deposizione sulla fascia superiore destra, sopra l'Adorazione.
La grande tela centrale non è stata identificata in modo positivo. Comunque sia Koch che Campbell ritengono che una Crocifissione danneggiata, ora nel Museo reale delle belle arti del Belgio, Bruxelles, fosse probabilmente il fulcro. Le sue dimensioni (181 × 153,5 centimetri) sono esattamente il doppio di quelle dei quattro pannelli delle ali. Campbell crede che la pala sia stata dipinta su commissione per l'esportazione, molto probabilmente per Venezia. La pala fu probabilmente suddivisa allorché le grandi opere religiose andarono fuori moda a partire dal XVII secolo e avrebbero avuto più valore come singoli pannelli.

## Provenienza ed attribuzione
Bouts non firmava nessuno dei suoi dipinti, il che rende l'attribuzione e la datazione difficili. La sua abilità nello sviluppo della prospettiva e nel fondere insieme i punti di fuga, è usata dagli storici dell'arte per datare le sue opere da quel periodo. Anche se il suo uso dei colori è tra le cose migliori del suo lavoro, la prospettiva è goffa in alcune zone, cosicché il dipinto può essere datato non oltre il 1460. Bouts spesso citava passaggi visivi di artisti e dipinti che avevano influenzato il suo lavoro, in modo che le influenze sono ben visibili e databili. Insieme con il compagno Resurrezione, lo storico dell'arte britannico Martin Davies ritiene che il lavoro mostra influenze di Rogier van der Weyden: la Deposizione (circa 1435) e il Trittico di Miraflores (1442-1445), fatto che la colloca dopo il 1440. Robert Koch la data acora più tardi, tra il 1450 e il 1455.

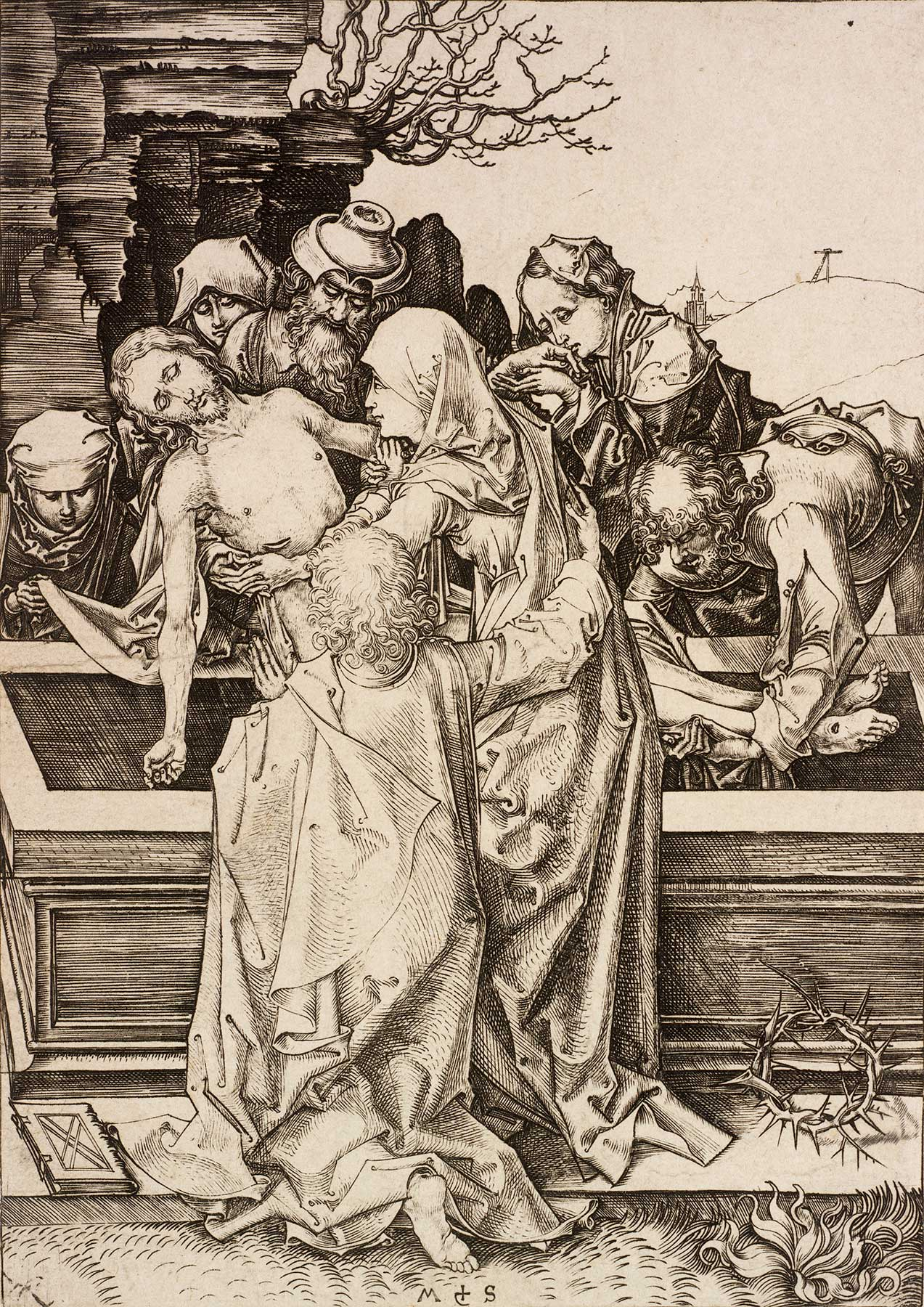
La deposizione, incisione di Martin Schongauer, c. 1480. Museo dell'Arte, Rhode Island School of Design.

Nel corso di un aggressivo periodo di acquisizioni destinato a stabilire il prestigio internazionale della collezione della Gran Bretagna, fu acquistato per la National Gallery nel 1860 a Milano dalla famiglia Guicciardi da Charles Lock Eastlake per poco più di 120 £, insieme a una serie di altre opere olandesi. Gli appunti di Eastlake ci dicono che i lavori erano "originariamente in possesso della famiglia Foscari". I Foscari erano una ricca famiglia veneziana che comprendeva Francesco Foscari che fu Doge di Venezia nel periodo in cui l'opera fu dipinta; la storia drammatica di questi e del figlio è raccontata nella tragedia di Lord Byron I due Foscari trasposta in musica nell'opera di Verdi I due Foscari. Non esistono prove documentali a sostegno della dichiarazione che il dipinto provenisse dalla collezione Foscari e alcuni storici dell'arte ritengono che i rappresentanti dei Guicciardi avessero inventato questa provenienza per impressionare Eastlake. Lorne Campbell considera la provenienza "probabile", notando che un discendente, Fergio Foscari (1732-1811), un ambasciatore a San Pietroburgo, dilapidò la sua fortuna e potrebbe essere stato costretto a vendere i quadri appartenenti alla famiglia. Campbell ipotizza che il dipinto sia stato realizzato su commissione per l'esportazione a Venezia, notando che il lino srotolato sarebbe stato più facile da trasportare delle tele e che la fila di fori appena sotto il bordo superiore potrebbe essere spiegato se fosse stato stirato, montato e incorniciato da una persona diversa da Bouts o da un membro della sua bottega.
I pezzi della collezione Guicciardi a pendant di questo (l'Annunciazione, l'Adorazione dei Magi, e la Risurrezione) erano opere simili in colla di glutine, anche se di qualità inferiore; nei suoi quaderni Eastlake annota che erano "non così buoni (non così ben conservati)". Il loro stile e le dimensioni sono simili alla Deposizione, suggerendo che essi erano probabilmente parte di un polittico più grande. La Deposizione fu attribuita a Luca da Leida, all'epoca, anche se Eastlake pensava che, data la sua potenza emotiva, avrebbe potuto essere un van der Weyden. Bouts aveva studiato presso van der Weyden e fu fortemente influenzato dal suo lavoro. Davies propose nel 1953 che la figurazione e la posa nella Deposizione potrebbero essere stati suggeriti da un piccolo rilievo monocromo nell'arco del pannello centrale del Trittico di Miraflores di van der Weyden.
Il dipinto arrivò a Londra da Milano nel 1861, ma non è stato attribuito a Bouts fino al 1911. Esistono due copie note: un pannello non sofisticato venduto a Monaco ad un collezionista privato nel 1934 e un pannello di quercia attribuito ad un seguace a Kreuzlingen in Svizzera.
L'influenza della pittura dei Paesi Bassi si diffuse verso l'Europa centrale alla fine del XV secolo e sono state prodotte molte copie o disegni sulla base del lavoro dei maestri olandesi. L'influenza della Deposizione di Bouts può essere vista nell'incisione firmata dall'artista tedesco Martin Schongauer, circa 1480; non solo ha una somiglianza compositiva ma riecheggia l'uso di Bouts dei gesti emotivi, della postura e dell'espressione.

### Fonti
- (EN) Till-Holger Borchert, Collecting Early Netherlandish Paintings in Europe and the United State, in Bernhard Ridderbos, Anne Van Buren e Henk Van Veen (a cura di), Early Netherlandish Paintings: Rediscovery, Reception and Research, Amsterdam, Amsterdam University Press, 2005,  pp. 173-217, ISBN 978-90-5356-614-5.
- (EN) Lorne Campbell, The Fifteenth Century Netherlandish Paintings, National Gallery, 1998, ISBN 978-1-85709-171-7.
- (FR) Martin Davies, Primitifs flamands: Corpus de la peinture des anciens Pays-Bas méridionaux au quinzième siècle, The National Gallery London, vol. 1, Anversa, De Sikkel, 1953.
- (EN) Jill Dunkerton, Giotto to Dürer: early Renaissance painting in The National Gallery, New Haven, Yale University Press, 1991, ISBN 978-0-300-05082-0.
- (EN) Susan Frances Jones, Van Eyck to Gossaert: Towards a Northern Renaissance, National Gallery, 2011, ISBN 978-1-85709-504-3.
- (EN) Robert Koch, The Getty 'Annunciation' by Dieric Bouts, in The Burlington Magazine, vol. 130, n. 1024, luglio 1988,  pp. 509-516.
- (EN) Mark Leonard et al., Dieric Bouts's 'Annunciation'. Materials and Techniques: A Summary, in The Burlington Magazine, vol. 130, n. 1024, luglio 1988,  pp. 517-522.
- (EN) Ron Spronk, More than Meets the Eye: An Introduction to Technical Examination of Early Netherlandish Paintings at the Fogg Art Museum, in Harvard University Art Museums Bulletin, vol. 5, n. 1, autunno 1996,  pp. 1-3, 6-64.

### Fonti ulteriori
- (EN) David Bomford, Ashok Roy e Alistair Smith, The Techniques of Dieric Bouts: Two Paintings Contrasted, in The National Gallery Technical Bulletin, vol. 10, n. 1, Gennaio 1986,  pp. 39-57.
- (EN) Susanna Avery-Quash (a cura di), The travel notebooks of Sir Charles Eastlake, I, The Walpole Society, 2011, ISSN 0141-0016 (WC · ACNP).
- (EN) Susanna Avery-Quash (a cura di), The travel notebooks of Sir Charles Eastlake, II, The Walpole Society, 2011.